# Neoserica transvaalensis
Neoserica transvaalensis är en skalbaggsart som beskrevs av Louis Albert Péringuey 1904. Neoserica transvaalensis ingår i släktet Neoserica och familjen Melolonthidae. Inga underarter finns listade i Catalogue of Life.